# 25956 Spanierbeckage
25956 Spanierbeckage è un asteroide della fascia principale. Scoperto nel 2001, presenta un'orbita caratterizzata da un semiasse maggiore pari a 3,0428784 au e da un'eccentricità di 0,1596997, inclinata di 23,00978° rispetto all'eclittica.